# Clitocybe fuligineipes

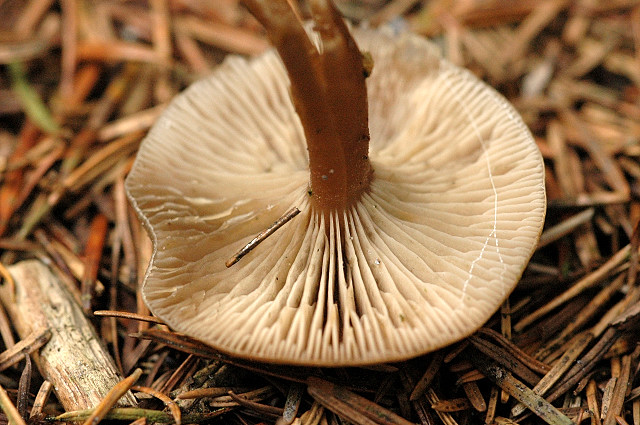

Clitocybe fuligineipes Métrod – gatunek grzybów z rzędu pieczarkowców (Agaricales).

## Systematyka i nazewnictwo
Pozycja w klasyfikacji według Index Fungorum: Clitocybe, Incertae sedis, Agaricales, Agaricomycetidae, Agaricomycetes, Agaricomycotina, Basidiomycota, Fungi.
Po raz pierwszy takson ten opisał w 1969 r. Georges Métrod.

## Morfologia
Kapelusz
Średnica 2–5 cm, początkowo półkulisty, potem płaski, zawsze z wklęśniętym środkiem, higrofaniczny z prążkowanym brzegiem. Powierzchnia gładka, w stanie suchym szarawa, w stanie wilgotnym brązowoszara, szaroochrowa, na środku ciemniejsza
Blaszki
Zbiegające się lub przyrosłe, wąskie, cienkie, z krótkimi blaszeczkami, początkowo białawe, potem szarawe.
Trzon
Wysokość 3–5(7) cm, grubość 3–4 mm, walcowaty. Powierzchnia włókienkowata, biaława, w górnej części jasnoszara, u podstawy znacznie ciemniejsza, ciemnoszara, czarniawa.
Miąższ
W kapeluszu dość elastyczny, w trzonie włóknisty, jasnoszary, ziemisty, o spleśniałym zapachu i nieprzyjemnym, cierpkim smaku.
Cechy mikroskopowe
Podstawki czterozarodnikowe, zarodniki 7–8 × 3–4 µm, elipsoidalne, gładkie.

## Występowanie i siedlisko
Znany jest tylko w niektórych krajach Europy. Brak go w opracowanym w 2003 r. przez Władysława Wojewodę wykazie wielkoowocnikowych grzybów podstawkowych Polski, ale został znaleziony w późniejszych latach.
Naziemny grzyb saprotroficzny. Występuje w lasach, owocniki pojawiają się późną jesienią. Jest grzybem niejadalnym.